# Шарлаївка
Шарла́ївка —  село в Україні, у Шишацькій селищній громаді Миргородського району Полтавської області. Населення становить 45 осіб. До 2015 орган місцевого самоврядування — Гоголівська сільська рада.

## Географія
Село Шарлаївка знаходиться за 2 км від лівого берега річки Грузька Говтва, за 0,5 км від села Гоголеве. По селу протікає пересихаючий струмок з загатою.

## Історія
12 червня 2020 року, відповідно до розпорядження Кабінету Міністрів України № 721-р «Про визначення адміністративних центрів та затвердження територій територіальних громад Полтавської області», село увійшло до складу Шишацької селищної громади.
19 липня 2020 року, в результаті адміністративно - територіальної реформи та ліквідації Шишацького району, село увійшло до складу новоутвореного Миргородського району Полтавської області.

## Відомі люди
- Шарлай Михайло Михайлович (1937-2000) — заслужений лікар України та заслужений лікар УРСР.